# Erin Cahill
Erin Jessica Cahill (ur. 4 stycznia 1980 w Stafford) – amerykańska aktorka,  występowała w roli Jen Scotts w serialu Power Rangers Time Force.
Została Miss Juniorek Virginii w 1991 roku. Ukończyła Brooke Point High School w Stafford w 1998 roku. Jej matka, Deborah Cahill, jest jej menedżerką.

## Filmografia
- Power Rangers Time Force (2001) jako Jen Scotts/Różowy Time Force Ranger
- Power Rangers Wild Force (2002) jako Jen Scotts/Różowy Time Force Ranger
- Jordan w akcji (2003) jako Tyler
- American Dreams (2005)
- Phantasy Star Universe (2006) jako Karen Erra
- Dowody zbrodni (2007) jako Francis Stone
- CSI: Kryminalne zagadki Miami (2007) jako Rachel Hemming
- Nie z tego świata (2008) jako Elizabeth
- Greek (2008) jako Trish
- Bez śladu (2008) jako Brook Simms
- Jak poznałem waszą matkę (2008) jako Heather Mosby
- Chirurdzy (2008) jako Meg Shelley
- Szpital miejski (2009) jako Cassandra
- Detektyw Monk (2009) jako Callie Esterhaus
- Agenci NCIS (2009) jako Jessica Summers
- Mentalista (2009) jako Donna Hines
- CSI: Kryminalne zagadki Nowego Jorku (2010) jako agent Pangle
- Zaklinacz dusz (2010) jako Kelly Ferguson
- Castle (2010) jako Cecily Burkett
- Dr House (2010) jako Margaret
- Cziłała z Beverly Hills 2 (2010) jako Rachel Ashe
- Magiczne sanie (2016) jako Laurel